# W. D. Rohr
Wolf Detlef Rohr (* 1928 in Breslau; † 26. Mai 1981) war ein deutscher Schriftsteller und Literaturagent, der insbesondere in den 1950er Jahren aktiv war.

## Leben
Rohr wurde in den letzten Monaten des Zweiten Weltkrieges eingezogen und in den Wirren des Kriegsendes verschlug es ihn nach Süddeutschland. Nach Gelegenheitsjobs als Waldarbeiter und in der Gastronomie schrieb er zwischen 1951 und 1963 über 100 Romane in verschiedenen Feldern der Trivialliteratur. Bekannt wurde er insbesondere durch seine Planetenromane, die dem Genre Science-Fiction zuzuordnen sind und in den 80er Jahren vom Erich Pabel Verlag neu aufgelegt wurden. Wie damals üblich, schrieb Rohr unter verschiedenen Namen, die oft den Eindruck amerikanischer Herkunft suggerierten. Zu Rohrs Pseudonymen gehören Wayne Coover, Allan Reed und Jeff Caine. Rohrs Romane folgen in der Regel einem einfachen Handlungsschema und spiegeln die gesellschaftlichen Verhältnisse der 1950er Jahre unreflektiert wider. Nach seinem Rückzug von der Science Fiction verfasste er Zeitschriftenartikel und populärwissenschaftliche Aufsätze, ehe er in die Wirtschaftswerbung wechselte.

## Bibliografie
Sugar Pearson (Romanserie)
1. In den Geisterstädten des Merkur (1953)
2. Signale vom Mars (1953)
3. Hölle Venus (1953)
4. Die Ungeheuer des Jupiter (1954)
5. Auf den Monden des Saturn (1954)
6. Uranus schweigt (1954)
7. Neptun, Stern der blauen Zwerge (1955)
8. Der weiße Planet Pluto (1955)

Duke Gilberth (Krimiserie, als Allan Reed)
1. Nur ein kleines Loch in der Stirn (1954)
2. Todes-AG Mond (1954)
3. Der Mörder ist unsichtbar (1954)
4. Und eine sieht aus wie die andere … (1955)
5. Das Mädchen und die Sphinx (1955)
6. Angst ohne Ende (1956)
7. Schatten im Mondlicht (1956)
8. Auch er wird sterben (1956)
9. Tödliche Küsse (1957, auch Grüne Krankheit, 1958)
10. Seine letzte Nacht (1957)

Kay Kenneth (Romanserie, als Jeff Caine)
1. Der Boss bleibt im Dunkeln (1954)
2. 10000 Dollar für Gwendolyn (1955)
3. Ihr Haar war wie eine Flamme (1955)
4. Mein Weg führt zum Galgen (1955)
5. Mädchen, die vom Himmel fallen (1955)
6. Bleib so wie du bist (1956)
7. Der Mann im Sumpf (1956)
8. Die Hyazinthe in ihrer Hand (1956)
9. Es ist noch nichts verloren, Lou! (1957)
10. Ich bin der Mörder (1957)

Duell der Raketen (Romanserie)
1. Duell der Raketen, Band 1 (1956)
2. Duell der Raketen, Band 2 (1956, auch als Mondstation Himmelswiese, 1980)

Romane
- Die gläserne Stadt (1951)
- Invasion aus dem Universum (1951, auch als Das Geheimnis der fliegenden Scheiben, 1981)
- Brücken ins All (1952)
- Weltuntergang 1966? (1953, auch als Weltuntergang 1986?, 1980)
- Dr. Toyakas Weltraum-Testament (1954)
- Das Geheimnis der schwarzen Sonnenflecken (1955, auch als Das Geheimnis der Sonnenflecken, 1980)
- Experiment mit dem Tod (1955)
- Homunkulus, der künstliche Übermensch (1954, auch als Homunkulus, 1955)
- Die Jupitergilde (1955)
- Das Ding vom anderen Stern (1955)
- Invasion aus dem Weltall (1956, auch als Wayne Coover)
- Planet im Alpha Centauri (1956, auch als Wayne Coover)
- Todesstrahlen (1956)
- Meuterei im Weltraumschiff (1957, auch als Wayne Coover)
- Nichts rettet die Erde mehr (1957)
- Planet des Unheils (1957)
- Im Nebel der Andromeda (1957, auch als Wayne Coover)
- Der Tod aus dem Nichts (1958)
- Die furchtbare Sonne (1958)
- Die Schrecklichen von Gharrar (1958)
- Raumschiff ohne Namen (1958)
- Regulatoren der Zeit (1982)